# Pur Live
Pur Live ist das erste Livealbum der deutschen Pop-Band Pur. Es erschien am 1. Juni 1992 über die Labels Intercord und EMI. Mit mehr als einer Million verkauften Exemplaren zählt es als eines von wenigen Livealben zu den meistverkauften Musikalben in Deutschland.

## Inhalt
Die auf dem Album enthaltenen Lieder wurden bei Konzerten auf der Pur-Tournee in den Jahren 1991 und 1992 aufgenommen. Die Originalversionen stammen von bis zu diesem Zeitpunkt veröffentlichten Studioalben der Band. So erschienen die Songs Hab’ mich wieder mal an dir betrunken, Bis der Wind sich dreht und Drachen sollen fliegen ursprünglich auf dem Album Pur (1987). Die Titel Brüder (stell’ dir vor), Freunde und Prinzessin wurden auf Unendlich mehr (1990) veröffentlicht, während Ohne dich, Lied für all die Vergessenen und Lena von Nichts ohne Grund (1991) stammen. Die Stücke Wenn sie diesen Tango hört, D-Mark und Funkelperlenaugen sind auf Wie im Film (1988) enthalten. Zudem ist das Lied Fallen vom Album Vorsicht zerbrechlich (1985) auf dem Livealbum vertreten. Lediglich vom Debütalbum Opus (1983) stammen keine Songs.

## Produktion
Das Livealbum wurde von dem deutschen Musikproduzenten Dieter Falk produziert. Als Autoren der Lieder fungierten zum Großteil die Pur-Mitglieder Hartmut Engler und Ingo Reidl.

## Covergestaltung
Das Albumcover zeigt Pur bei einem Konzert im Scheinwerferlicht auf der Bühne, wobei Sänger Hartmut Engler seine Arme ausgebreitet hat. Im oberen Teil des Bilds befinden sich die Schriftzüge Pur und Live in Weiß bzw. Rot.

## Titelliste
| #  | Titel                                 | Länge | Album (Jahr)                 |
| -- | ------------------------------------- | ----- | ---------------------------- |
| 1  | Hab’ mich wieder mal an dir betrunken | 4:50  | Pur (1987)                   |
| 2  | Brüder (stell’ dir vor)               | 5:12  | Unendlich mehr (1990)        |
| 3  | Bis der Wind sich dreht               | 5:24  | Pur (1987)                   |
| 4  | Drachen sollen fliegen                | 5:38  | Pur (1987)                   |
| 5  | Ohne dich                             | 3:34  | Nichts ohne Grund (1991)     |
| 6  | Wenn sie diesen Tango hört            | 6:32  | Wie im Film (1988)           |
| 7  | Freunde                               | 5:04  | Unendlich mehr (1990)        |
| 8  | Prinzessin                            | 4:09  | Unendlich mehr (1990)        |
| 9  | D-Mark                                | 3:02  | Wie im Film (1988)           |
| 10 | Lied für all die Vergessenen          | 5:03  | Nichts ohne Grund (1991)     |
| 11 | Funkelperlenaugen                     | 7:23  | Wie im Film (1988)           |
| 12 | Lena                                  | 5:34  | Nichts ohne Grund (1991)     |
| 13 | Fallen                                | 5:03  | Vorsicht zerbrechlich (1985) |

## Kommerzieller Erfolg

### Chartplatzierungen und Singles
Pur Live stieg am 7. September 1992 auf Platz 82 in die deutschen Albumcharts ein und erreichte zwei Wochen später mit Rang sieben die höchste Platzierung. Insgesamt hielt es sich 83 Wochen lang in den Top 100, davon drei Wochen in den Top 10. Obwohl das Album nicht die Chartspitze erreichte, war es für einen Zeitraum von zwei Wochen das erfolgreichste deutschsprachige Album in den Charts. Es ist nach Unendlich mehr und Nichts ohne Grund das dritte Chartalbum für Pur in Deutschland und avancierte zum ersten Top-10-Album. In Österreich und der Schweiz konnte sich das Album dagegen nicht in den Charts platzieren. In den deutschen Jahrescharts 1993 belegte Pur Live Position 96 und 1994 Platz 27.
| ChartsChartplatzierungen | Höchstplatzierung | Wochen |
| ------------------------ | ----------------- | ------ |
| Deutschland (GfK)        | 7 (83 Wo.)        | 83     |

| ChartsJahrescharts (1993) | Platzierung |
| ------------------------- | ----------- |
| Deutschland (GfK)         | 96          |

| ChartsJahrescharts (1994) | Platzierung |
| ------------------------- | ----------- |
| Deutschland (GfK)         | 27          |

Als einzige Single des Albums wurde der Song Drachen sollen fliegen (Live) ausgekoppelt, der sich nicht in den Charts platzieren konnte.

### Auszeichnungen für Musikverkäufe
Pur Live wurde im Jahr 1997 in Deutschland für mehr als eine Million verkaufte Einheiten mit einer doppelten Platin-Schallplatte ausgezeichnet, womit es als eines von nur fünf Livealben zu den meistverkauften Musikalben des Landes gehört.
| Land/Region        | Auszeichnungen für Musikverkäufe (Land/Region, Auszeichnung, Verkäufe) | Verkäufe  |
| ------------------ | ---------------------------------------------------------------------- | --------- |
| Deutschland (BVMI) | 2× Platin                                                              | 1.000.000 |
| Insgesamt          | 2× Platin ·                                                            | 1.000.000 |